# Diospyros ramulosa
Diospyros ramulosa är en tvåhjärtbladig växtart som först beskrevs av Ernst Meyer och A. Dc., och fick sitt nu gällande namn av De Winter. Diospyros ramulosa ingår i släktet Diospyros och familjen Ebenaceae. Inga underarter finns listade i Catalogue of Life.